# ルイ・デイブレル
ルイ・アントワーヌ・スタニスラス・デイブレル(フランス語: Louis Antoine Stanislas Deibler、1823年2月12日 - 1904年9月6日）は、フランスの死刑執行人（ムッシュ・ド・パリ）。

## 経歴

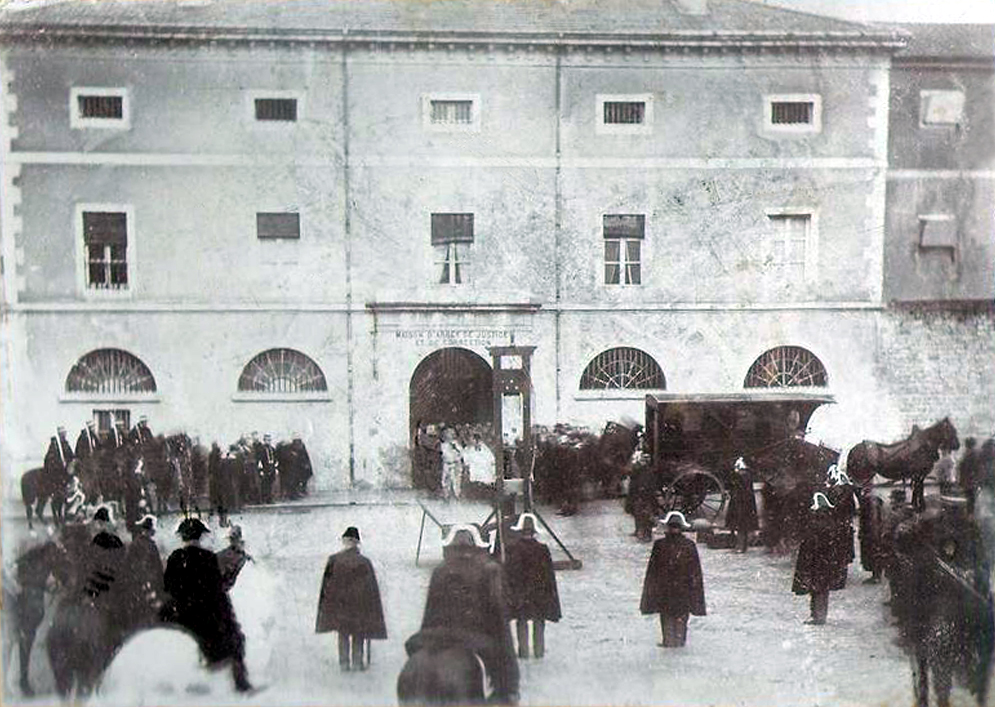
1897年撮影の公開処刑の様子

- 1879年5月15日 - ムッシュ・ド・パリに叙任される。
- 1898年12月28日 - 辞表を出すがすぐには辞められず、12月31日に在任中最後の死刑を執行。
- 1899年1月1日 - 息子であり助手を務めていたアナトール・デイブレルに職を譲って引退。